# Serradilla del Llano
Serradilla del Llano is een gemeente in de Spaanse provincie Salamanca in de regio Castilië en León met een oppervlakte van 67,52 km². Serradilla del Llano telt 172 inwoners (1 januari 2016).

## Demografische ontwikkeling
Bron: INE, 1857-2011: volkstellingen